# Cis japoński

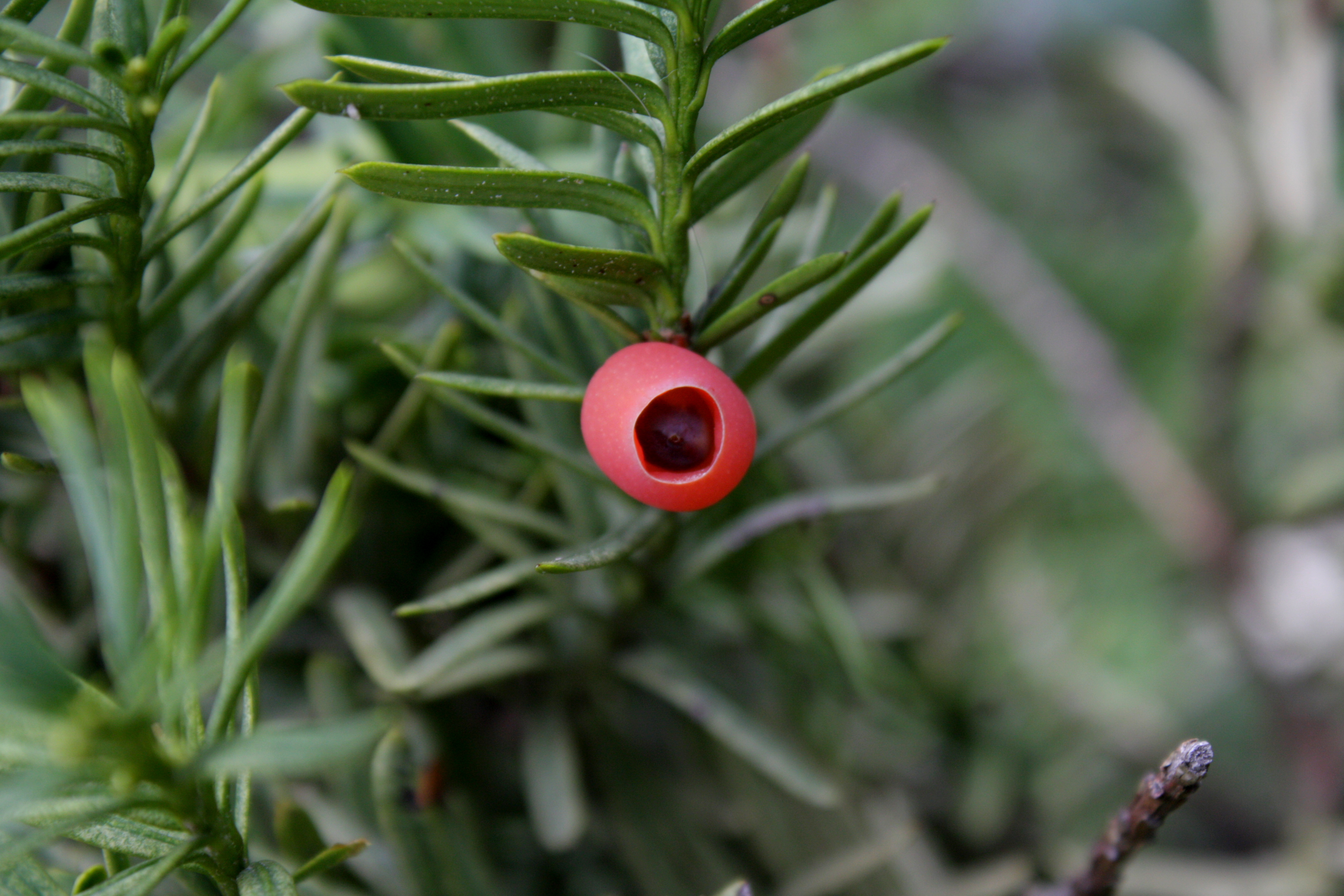
Liście i owoce

Cis japoński (Taxus cuspidata Siebold & Zucc.) – gatunek drzewa iglastego należący do rodziny cisowatych. Występuje we wschodniej Azji, na terenie Rosji, Chin, Korei i wyspach Japonii. Do Europy sprowadził go w 1855 roku szkocki łowca roślin Robert Fortune. Obecnie wyróżnia się wiele kultywarów i mieszańców tego gatunku, w większości stanowiących rezultat krzyżowania go z cisem pospolitym.

## Morfologia
PokrójRozłożysty, szeroki, czasami stożkowaty. Dorasta do 15 m wysokości.  Częściej rośnie jako krzew, tworząc zarośla.
PieńKora czerwonobrązowa, u dojrzałych osobników łuszcząca się strzępkami.
LiścieZimozielone, spłaszczone, gwałtownie zwężające się ku końcowi blaszki liściowej, osadzone na krótkim, cienkim ogonku. Górna strona - ciemnozielona, błyszcząca, spodnia - jaśniejsza, żółtawa. Brak białych pasków oraz przewodów żywicznych. Igły na pędzie rozłożone są nieregularnie. Do 2,5 cm długości. Często tworzą V-kształtny przedział. Cierniste.
KwiatyRoślina dwupienna, wiatropylna. Kwiaty niepozorne, żółtawe.
NasionaNasiono wypełnia czerwoną, mięsistą osnówkę i jest lekko wystające poza jej brzegi. Wytwarza najwięcej nasion spośród wszystkich gatunków cisu.

## Biologia i ekologia
Rośnie powoli, jest bardzo odporny na trudne warunki klimatyczne. Jak wszystkie cisy, gatunek silnie trujący, aczkolwiek stanowiący źródło taksolu, wykorzystywanego w leczeniu nowotworów.